# Éric Dasalmartini
Pas d'image ? Cliquez ici

a Compétitions nationales et continentales officielles uniquement.

Dernière mise à jour le 14 novembre 2021.
Éric Dasalmartini, né le 17 mai 1967 à Toulon (Var), est un joueur de rugby à XV français reconverti entraîneur qui évoluait au poste de talonneur au sein de l'effectif du Rugby club toulonnais (1,75 m pour 84 kg).

## Biographie
En 2018, il est entraîneur des avants de l'équipe de France des moins de 20 ans,. En juin, il mène l'équipe au titre de champion du monde des moins de 20 ans aux côtés de Sébastien Piqueronies et David Darricarrère.
De 2019 à 2021, il est entraîneur adjoint du RC Toulon.

## Carrière

### Joueur
- RC Toulon : 1985-1996
- RRC Nice : 1996-1998
- RC Toulon : 1998-2000

### Entraîneur
- 2000-2001 : RC Toulon  (associé à Manu Diaz et Michel Bonnus)
- RC Toulon (équipe espoir)
- 2006-2007 : Pays d'Aix RC (associé à Pascal Jehl)
- 2007-2017 : RC Toulon (entraîneur au sein du centre de formation)
- 2017-2018 : RC Hyères-Carqueiranne-La Crau
- 2018 : Équipe de France de rugby à XV des moins de 20 ans (entraîneur des avants)
- 2018-2019 : RC Toulon (responsable technique et entraîneur au sein du centre de formation)
- 2019-2021 : RC Toulon (entraîneur adjoint, responsable de la stratégie attaque/défense et de la touche)
- Depuis 2021 : Directeur technique de la formation du RC Toulon

### Bilan avec le RC Toulon
| Saison      | Club      | Division | Poste   | Classement                | Coupe d'Europe                | Challenge européen |
| ----------- | --------- | -------- | ------- | ------------------------- | ----------------------------- | ------------------ |
| 2000 - 2001 | RC Toulon | Élite 2  | Adjoint | 2e, défaite en finale     | -                             | -                  |
| 2019 - 2020 | RC Toulon | Top 14   | Adjoint | 4e (arrêt du championnat) | -                             | Défaite en finale  |
| 2020 - 2021 | RC Toulon | Top 14   | Adjoint | 8e                        | Forfait en huitième de finale | -                  |

## Palmarès

### Joueur
- Champion de France (1) : 1992

### Entraîneur
- Vainqueur du Tournoi des Six Nations des moins de 20 ans 2018
- Vainqueur du Championnat du monde junior 2018